# Bahnstrecke Kolmanskop–Bogenfels
| Bahnstrecke Kolmanskop–Bogenfels | Bahnstrecke Kolmanskop–Bogenfels |
| -------------------------------- | -------------------------------- |
| Streckenlänge:                   | 119 km                           |
| Spurweite:                       | 610 mm (2-Fuß-Spur)              |
|                                  |                                  |

Die Bahnstrecke Kolmanskop–Bogenfels war eine Eisenbahnstrecke in Deutsch-Südwestafrika (heute Namibia). Sie verband den Diamantenbergbauort Kolmanskuppe mit den Bergwerken bei Bogenfels an der Atlantikküste. Die Bahnstrecke wurde zwischen 1909 und 1913 erbaut.
Es handelte sich um eine Privatbahn mit einer Spurweite von 2 Fuß (610 mm). Sie wurde von der Kolonialen Bergbau-Gesellschaft betrieben. Der Betrieb wurde wohl bereits 1916 wieder eingestellt.